# Gnällspik
Gnällspik är ett album från 1982 med Allan Edwall utgivet av skivbolaget a disc.

## Låtlista
1. Akrobatik
2. När små fåglar dör
3. Fredens man
4. Blod i brand
5. Bli som far
6. Mot okänt mål
7. Kalle Skum
8. Dystervals
9. Kanske
10. Inga-Lill
11. Troll och älva